# Даррелл Рудт
Даррелл Джеймс Рудт (народився в Йоганнесбурзі, 28 квітня 1962) — південноафриканський кінорежисер, сценарист і продюсер. Найбільш відомий завдяки своєму фільму «Сарафіна» 1992 року! в якому зіграла актриса Вупі Голдберг. Також вважається найпліднішим кінорежисером Південної Африки. Рудт працював із покійним Патріком Свейзі у фільмі Відчайдушний тато, Джеймсом Ерлом Джонсом у Cry, the Beloved Country та Ice Cube у Dangerous Ground.

## Раннє життя
Даррелл Джеймс Рудт, народився в Йоганнесбурзі, Південна Африка, виріс у розпал епохи апартеїду в Південній Африці. Його ранні фільми, такі як «Місце плачу», різко засуджували апартеїд. Рудт був вражений тим, що ніхто не засуджував умов апартеїду засобами кіномистецтва, тому «Місце плачу» вважається першим відкрито антиапартеїдним фільмом, знятим південноафриканцем. Цитата Рудт: «Я не робив це з лівої, агітаційної точки зору, скоріше я намагався дослідити персонажів, які опинились у болоті тих бурхливих часів. Отже, мене ніколи не славили (за браком кращого слова) як лівого режисера».

## Нагороди та фестивалі
Його фільм Сарафіна! був показаний поза конкурсом на Каннському кінофестивалі 1992 року. Його фільм 2012 року «Малюк» був обраний південноафриканським фільмом у номінації «Оскар» за найкращу іноземну мову на 85-й церемонії вручення премії «Оскар», однак він не потрапив до фінального списку.
Його фільм 2007 року «Мейсі» став найкращим фільмом на кінофестивалі KKNK у березні 2008 року.
Рудт отримав нагороду EIUC на Венеціанському кінофестивалі (2004) і нагороду Taormina Arte на Міжнародному кінофестивалі в Таорміні (2000)
Його фільм «Вчора» (2004) був номінований на премію «Оскар» за найкращий фільм іноземною мовою, а також на премію Independent Spirit Awards за найкращий іноземний фільм (2005).

## Фільмографія

### Як режисер
- Місто крові (1983)
- Місце плачу (1986)
- Палиця (1987)
- Десята секунди (1987)
- Джобмен (1990)
- Сарафіна! (1992)[8]
- Батько Худ (1993)
- На смерть (1993)
- Плач, кохана країно (1995)
- Небезпечна земля (1997)
- Друга шкіра (2000)
- Свідок вбивства (2001)
- Тротуар (2002)
- Сумуру (2003)
- Дракула 3000 (2004) телефільм[9]
- Вчора (2004)[10]
- «Брудна прання» (2005) епізод серіалу Чарлі Джейд
- Куточок віри (2005)
- Криптид (2006)
- Номер 10 (2006)
- Колискова (2008)
- Мейсі (2007)
- Здобич (2007)
- Елла Блю (2008) Телевізійний міні-серіал
- Зімбабве (2008)
- Jakhalsdans (2010)[10]
- Вінні Мандела (2011)[10]
- Маленький (2012))[10]
- Маленькі королі (2012)
- Стіль (2012))[10]
- Room9 (серіал) (2012)
- Маленький (2013)
- Крадіжка часу (2013)
- Die Ballade Van Robbie de Wee (2013)
- Сафарі (2013)
- Серіал «Зміїний парк» (13 серія) (2014)
- Alles Wat Mal Is (2014)
- Seun: 81457397BG (2014)[11]
- Treurgrond (2015)
- Трувоете (2015)
- Скорокоро (2016)
- Verskietende Ster (2016)
- Лейк Плесід: Спадок (2018)
- Колискова (2018)[12]
- Піч (2019)[13]